# Афипский
Афи́пский — посёлок городского типа в Северском районе Краснодарского края России. Административный центр Афипского городского поселения.

## Физико-географическая характеристика
Посёлок расположен в 16 км к юго-западу от краевого центра города Краснодара, на левом берегу реки Афипс. Железнодорожная станция Афипская на железнодорожном ходу Краснодар — Новороссийск.

### Карты местности
- Топографическая карта: Лист карты L-37-114 Ильский. Масштаб: 1 : 100 000. Состояние местности на 1985 год. Издание 1988 г.

### Климат
Умеренно континентальный климат.
- Среднегодовое количество осадков — 700 мм.[2][3]

### Внутренние воды
На высоте 738 м начинаются истоки реки Афипс, а именно на северо-восточном склоне лесистой одноименной горы Афипс. Растянувшись на 96 км, Афипс пересекает куэстовую гряду и, выйдя на просторы предгорной флювиогляциальной равнины, вливает свои воды через Шапсугское водохранилище в реку Кубань у аула Афипсип. В посёлке протекает приблизительно 51 км реки Афипс.
Восточная и северная часть поселка ограничена извилистой рекой Афипс. В 2004 году было спущено Шапшугское водохранилище и, хотя уровень воды в реке понизился, она снова наполнилась рыбой.

### Экологическая обстановка
В 2018 году жители посёлка начали жаловаться на качество воздуха. Это связано с горящей свалкой находящейся на трассе А-146 между пгт. Энем и пгт. Афипский, фабрикой утилизации отходов, которая переехала в г. Горячий Ключ и местного НПЗ. Также некоторыми жителями частного сектора практикуется слив своей канализации в ливневку открытого типа, запах от которой распространяется по улице.

## История

### Георгие-Афипское укрепление
Посёлок Афипский (бывшая станица Георгие-Афипская) получил своё название от укрепления Георгие-Афипского, существовавшего с 1830—1850 гг. на противоположном от нынешнего посёлка берегу реки Афипс. Река Афипс получила своё название от адыгейского «хуыфы псы»- белая вода.
Георгие-Афипское укрепление построено войсками генерал-фельдмаршала графа Паскевича и наказного атамана Черномории генерал-лейтенанта Безкровного, которые 9 июня на р. Афипс устроили воинский лагерь и под руководством инженер-полковника Бюрно приступили возводить два укрепления на обоих берегах р. Афипс под прикрытием команд, отражающих вражьи атаки.
Уже 22 июля 1830 года атаман Безкровный рапортовал командующему войсками на Кавказской линии и Черномории генералу от кавалерии Г. Эммануэлю: «На правом берегу р. Афипс на месте старого Федоровского укрепления построено новое, а против оного на левой стороне другое в меньшем виде».
25 лет Георгие-Афипское укрепление исправно исполняло свою «миссию», но в годы Крымской войны (1853—1856 гг.), боясь оставить его изолированным «островком» в тылу врага, русское командование вынуждено было в конце мая 1855 года отдать приказ об его разрушении и выводе гарнизона на правобережье Кубани. Валы, брустверы и бастионы разрушили, а здания подожгли.

### Зарождение станицы
Весной 1865 года в район бывших Фёдоровского и Георгие-Афипского укреплений прибыл военный топограф хорунжий Ставцев. Он произвёл обмер остатков Георгие-Афипского укрепления, площадь которого была 5,6 гектара, и сделал его чертёж. Ниже укреплений, по течению реки в 600 саженях, выбрал место для поселения новой станицы на левом берегу р. Афипс, названной по имени укрепления Георгие-Афипской, составил её план с разбивкой участков под усадьбы казаков-переселенцев и общественных зданий. Впоследствии это сыграло заметную роль в том, что станица Гергие-Афипская стала единственным населённым пунктом на территории нынешнего Северского района, где застройки велись по «геометрическому» точному плану.
25 декабря 1865 года согласно приказу Военного министра станица на берегу реки Афипс, населённая Черноморскими казаками, была названа Георгие-Афипской. Особенностью станицы Георгие-Афипской являлось то, что её, в отличие от других предгорных станиц, в первое время заселяли только казаки. Так, в год заселения в станице было всего лишь два человека неказачьего сословия, а через десять лет, при общей численности жителей станицы 1567 человек, иногородних было лишь 25 человек. Это и наложило особый отпечаток на все устои станицы. Потомки большинства первых поселенцев и поныне проживают в поселке и близлежащих хуторах, среди которых такие как Захарченко, Бублик, Ус, Бондаренко, Струсь, Сахно, Казуб, Воронов, Адзеров. Трое последних были беглыми крепостными из центральной России, нашедшими на Кубани «приют» взамен на опасную кордонную службу пластунов.
С 1 января 1871 года управление казачьими войсками на Кубани было коренным образом реформировано. Станица Георгие-Афипская, до этого входившая в Псекупский полк, с 7 июля 1871 года вошла в состав Екатеринодарского отдела Кубанской области, и с этого времени в ней стало в полном объёме осуществляться казачье самоуправление. Если, например, раньше начальника станицы назначало руководство полка, то теперь руководителя станицы, атамана, могли избрать сами станичники. Уроженцем станицы Георгие-Афипской был Г. А. Рашпиль (1877—1918), герой Первой мировой войны и участник 1-го Кубанского похода.
На дороге, ведущей к городу Екатеринодару, Георгие-Афипское станичное сообщество содержало паром. По данным на 1897 год, в среднем ежедневно реку Афипс переезжало 75 подвод.
В 1888 году мимо станицы Георгие-Афипской пролегла железная дорога в Новороссийск. Со строительством железной дороги в Георгие-Афипской станице стали появляться мелкие торгово-промышленные предприятия. Ведущее место занимала торговля хлебом и лесом, появилось Общество взаимного кредита.
С 1911 года начался экономический подъём России. Станица Георгие-Афипская к тому времени считалась одной из промышленно развитых станиц на Кубани. В районе железной дороги располагался довольно крупный нефтеперегонный завод, производивший смазку для колёсных бухт железнодорожных вагонов. Производил продукцию поташный завод. Он перерабатывал на поташ давальческую золу из стеблей подсолнечника.
Самыми крупными были лесозаготовительные и древообрабатывающие предприятия. Была мельница. Вначале ветровая, потом — паровая.
На всю станицу был один фельдшерский пункт.
В 1912 году в станице была открыта высшая начальная школа, ныне средняя школа № 4. На улицах появились деревянные тротуары, были построены мосты через Афипс и Убин.
К 1917 году в Георгие-Афипской насчитывалось 1559 хозяйств. Был поташный и кирпичный завод, маслозавод, мельница и крупорушка. Водой станица питалась из четырёх колодцев.

### Советский период
В 1943 году после освобождения станицы от немецко-фашистских захватчиков, в ней насчитывалось 4 колхоза: колхоз им. Сталина, «Ленинский путь», «Аврора», «Заветы Ленина». 28 августа 1950 года они объединились в один колхоз «Аврора».
В 1940-1950-х годах в станице бурно развивается промышленность.
Решением исполнительного комитета Краснодарского краевого Совета депутатов трудящихся № 229 от 15.4.1958 г. «Об отнесении станицы Георгие-Афипская Северского района к категории рабочего поселка» станица была отнесена к категории рабочих посёлков ей было присвоено наименование «рабочий поселок Афипский».
В 1964 году введено в эксплуатацию крупнейшее в Северском районе предприятие Афипский газоперерабатывающий завод. Строительство на территории Афипского поселкового Совета такого крупного предприятия повлекло за собой рост населения посёлка, развитие его инфраструктуры. Был выстроен новый микрорайон пятиэтажной застройки, дом культуры «Нефтехимик», больница на 150 коек, поликлиника на 350 посещений в день, средняя школа № 5 (ныне Афипский лицей). Кроме того, строительство этого предприятия вызвало появление его крупных структурных единиц (товарно-сырьевая база, очистные сооружения, развитие Афипской ж/д станции) строительных и обслуживающих предприятий (предприятия треста «Краснодартрубопроводстрой»-УМС, СМУ-2, Промбаза, завод ЖБИ и т. д.). В настоящее время лицо посёлка определяется этими предприятиями (некоторые из них возможно уже не существуют, либо называются по другому).
В декабре 1991 г. исполком Афипского поселкового совета народных депутатов был распущен и вместо него была образована Афипская поселковая администрация.

## Население
| Год              | 1865  | 1875  | 1917   |
| ---------------- | ----- | ----- | ------ |
| Население (чел.) | 1 500 | 9 000 | 15 995 |

| 1959    | 1970    | 1979    | 1989    | 2002    | 2009    | 2010    | 2012    | 2013    |
| ------- | ------- | ------- | ------- | ------- | ------- | ------- | ------- | ------- |
| 9923    | ↗13 623 | ↗14 975 | ↗15 995 | ↗17 977 | ↗18 475 | ↗18 969 | ↗19 359 | ↗19 558 |
| 2014    | 2015    | 2016    | 2017    | 2018    | 2019    | 2020    | 2021    | 2023    |
| ↗19 785 | ↗19 956 | ↗20 114 | ↗20 585 | ↗21 499 | ↗22 154 | ↗23 006 | ↗23 592 | ↗23 594 |

Большинство населения составляют русские (88,9 %), проживают также украинцы, армяне, греки и др.

## Благоустройство
В поселении высаживается достаточное количество цветов, кустарников и деревьев для необходимого уровня озеленения. Функционирует единая дежурная диспетчерская служба, с системой видеонаблюдения. Реализован проект «Афипская кольцевая дорога». Переименована улица Маяковского в А. Андреева, неся противоречие памяти идеологически продвигаемой администрацией (памятник В.И Ленину на въезде в посёлок). Транспортная инфраструктура натянута: вдминистрация поселения не отстояла необходимую парковку напротив МКД по ул. Пушкина, на которой возвели торговый комплекс. Существует много лет проблема железнодорожного переезда, который единственный обеспечивает въезд по асфальту в посёлок. Существует проблема качественного водоснабжения.

## Экономика
Промышленность

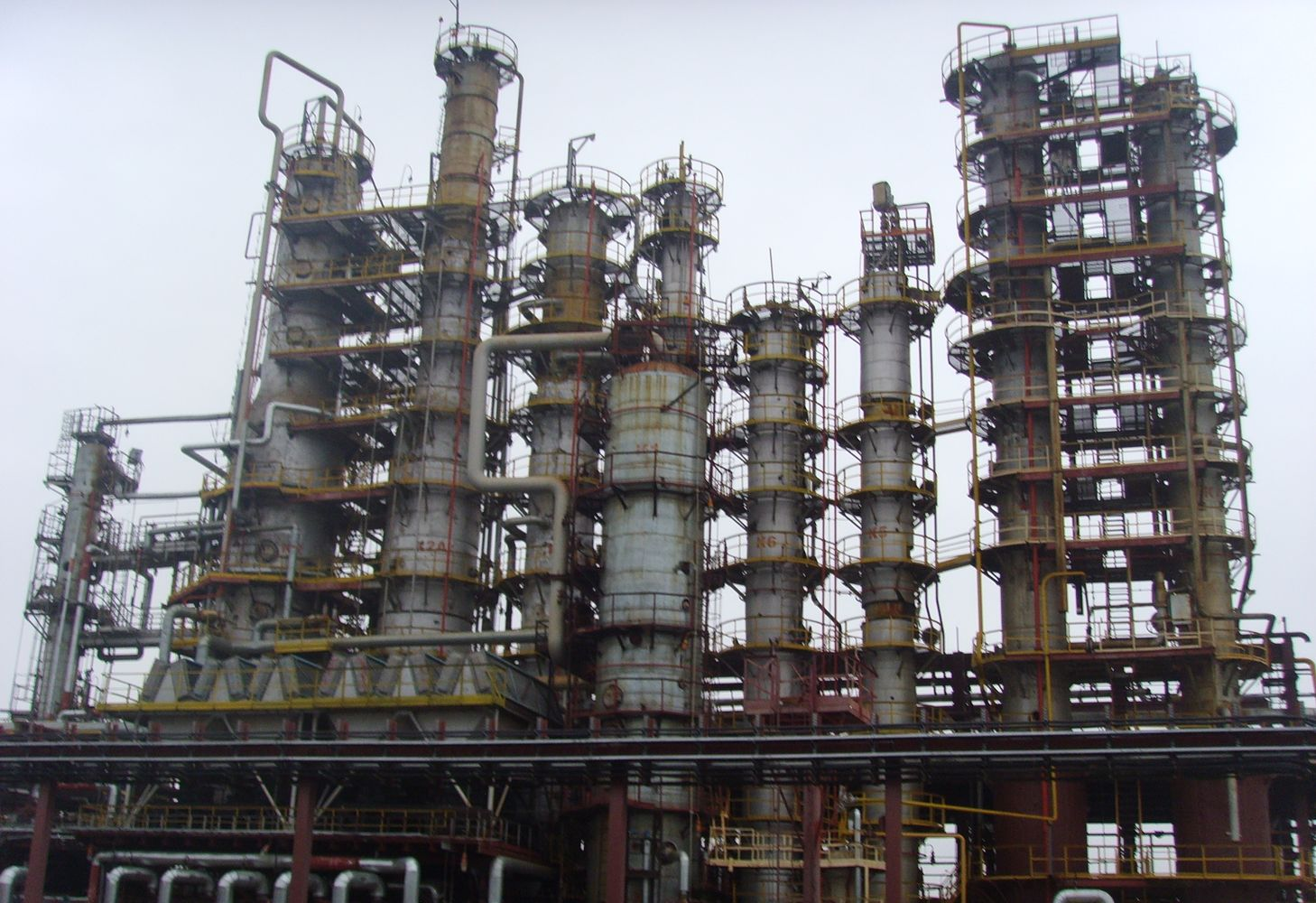
Установка СПГК на Афипском НПЗ

Афипский нефтеперерабатывающий завод — крупнейшая составляющая промышленности посёлка, Афипский мотороремонтный завод, Афипский хлебозавод № 2 (головной), Афипский завод ЖБИ, филиал «Выбор-С», три филиала «Газпром электрогаз», завод полимерных изделий, «Кубаньэкопродукт» и др.
Научные и учебные центры
Научно-исследовательский институт по переработке попутного нефтяного газа.
Сельское хозяйство
АКХ Аврора (ранее Колхоз «Аврора»). Развивается фермерство. После преобразования колхоза появилось множество землевладельцев и арендаторов земли. В западной части имеется дачный кооператив.
Торговля и сфера услуг
Большой рынок находится в районе «пятиэтажек». Несколько меньшие скопления магазинов в районе «центр», но первым рынком считается Колхозный рынок в районе «Ёлочка». По выходным дням на Колхозный рынок съезжаются торговцы и покупатели. В посёлке работают сети продуктовых магазинов «у дома» «Магнит» и «Пятёрочка», магазины по оказанию услуг сотовой связи и продажи телефонов, предприятия общественного питания и др.
- Турагентство путешествий «Тёплый дом»[33];
- Интернет доставка СДЭК, WB, Ozon, Apteka.ru;
- Гостиница «Тет-а-Тет», гостевой дом «Виктория» гостиница «Нормандия» отель «Афипс»[34];
- Вблизи посёлка имеется спортивный аэродром и аэроклуб Свободный.

Строительство

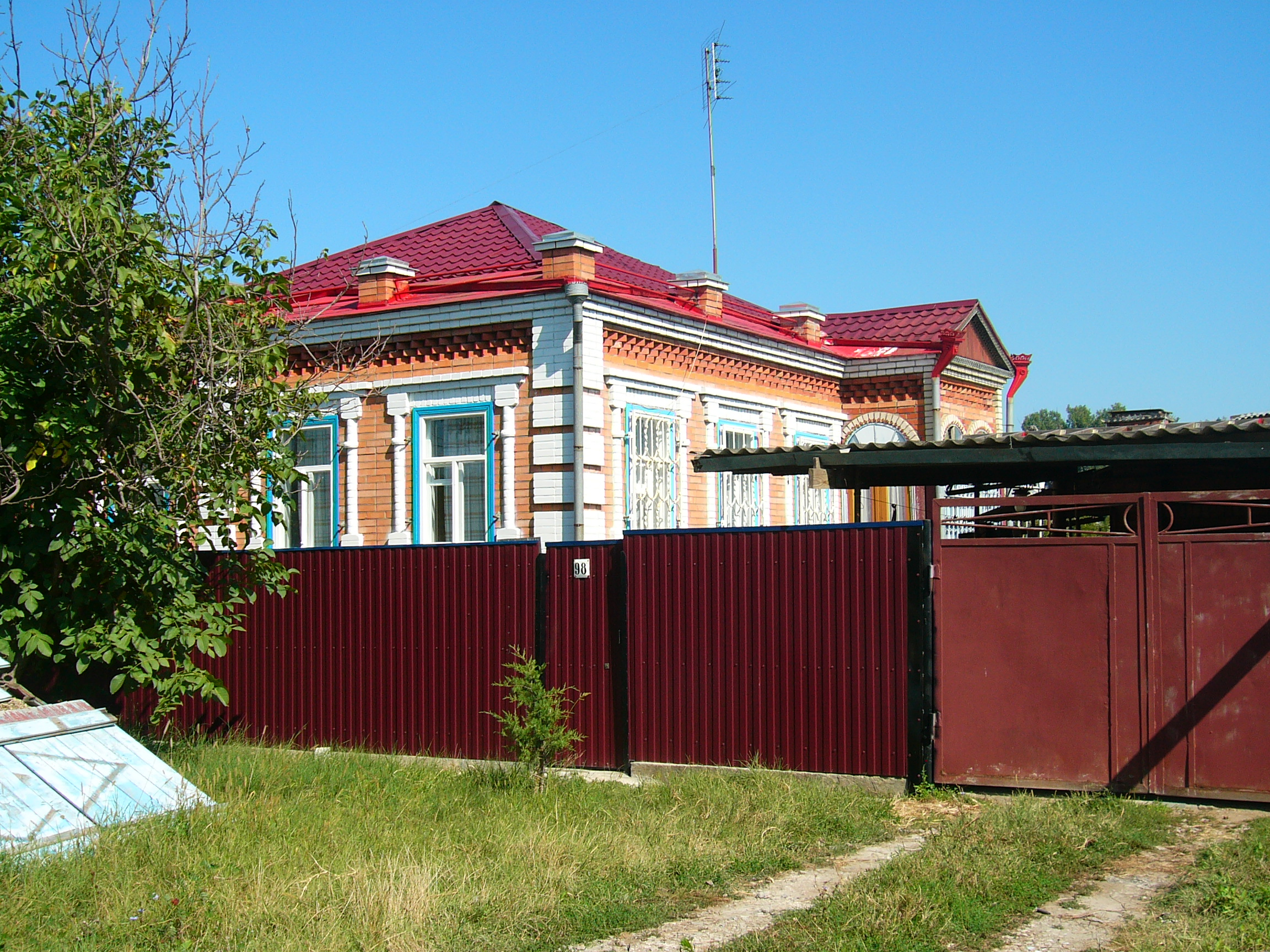
Типичный частный дом в п. Афипский

С 2007 года в поселке Афипском началось активное строительство различных жилых зданий и (в июле 2007 года) спортивного комплекса.
Большая часть поселка Афипский занята частными кирпичными домами. Многие дома в Афипском отличаются необычной кирпичной кладкой: их стены и обрамления окон выложены узорами из обточенных кирпичей. Почти все подворья имеют садово-огородные участки. Много садовых насаждений (в основном яблони и вишни) растет между домами и проезжей частью дорог, поэтому облик поселка очень зелёный. В северной части поселка расположено около 18 многоэтажных жилых домов. Эти восемнадцать многоэтажных домов по сути и являются центром, и сердцем посёлка.
В 5 км от западной окраины посёлка была расположена (снесена осенью 2017), замороженная ещё во времена «перестройки», строительная площадка завода «Октябрь», на которой тренировались структуры МВД и проводили сборы страйкболисты.
В 2008 году строительство приобрело новый оборот, только за один год было построено три 9-этажных и два 5-этажных жилых зданий, и несколько новых зданий для организаций. В западной стороне поселка будет выстроен микрорайон, в который уже входит гаражный кооператив и дачный кооператив «Нефтехимик», который с 2008 года быстро прибавил темп в развитии.
С 2021 года начато строительство нового корпуса «Афипского лицея».
Транспорт
Поселок имеет транспортное сообщение с Краснодаром и станицей Северской. Несколько раз в сутки проходит электропоезд Краснодар — Новороссийск и обратно,.

## Здравоохранение
В посёлке поддерживают здравоохранение Афипская районная больница № 3, взрослая и детское отделения поликлиники, одна государственная «Центральная Афипская аптека». Есть также государственная стоматологическая поликлиника и несколько частных кабинетов стоматологов. В среднем, при учете создания и ликвидации аптечных киосков за год, в посёлке работают 13 аптек.

## Физкультура и спорт
Спорт развивался в течение всего существования посёлка, но упор делался в основном на баскетбол и футбол. С появлением дома культуры «Нефтехимик» в посёлке появились такие спортивные кружки как волейбол, фехтование, дзюдо, теннис, карате, баскетбол, бодибилдинг, батут, шахматный, общие спортивные тренировки и др.
Имеется футбольное поле. ФК «Афипс»(с лета 2018 года расформирован).
С 2009 года работает новый спортивный комплекс, вместимостью одновременного занятия на 300 человек.
Молодежный казачий клуб «Сечь».

## Образование
Специальный (коррекционный) детский дом с дополнительным образованием, для детей-сирот и детей оставшихся без попечения родителей с ограниченными возможностями здоровья.

#### Дошкольное
На территории посёлка работают 4 детских сада и одни ясли.

#### Школы
- Афипский филиал ГБОУ Краснодарского края школы-интерната спортивного профиля;
- художественная школа (ул. 50 лет Октября);
- детская школа искусств;
- детско-юношеская спортивная школа № 1;
- средняя школа № 4;
- средняя школа № 6;средняя школа № 6

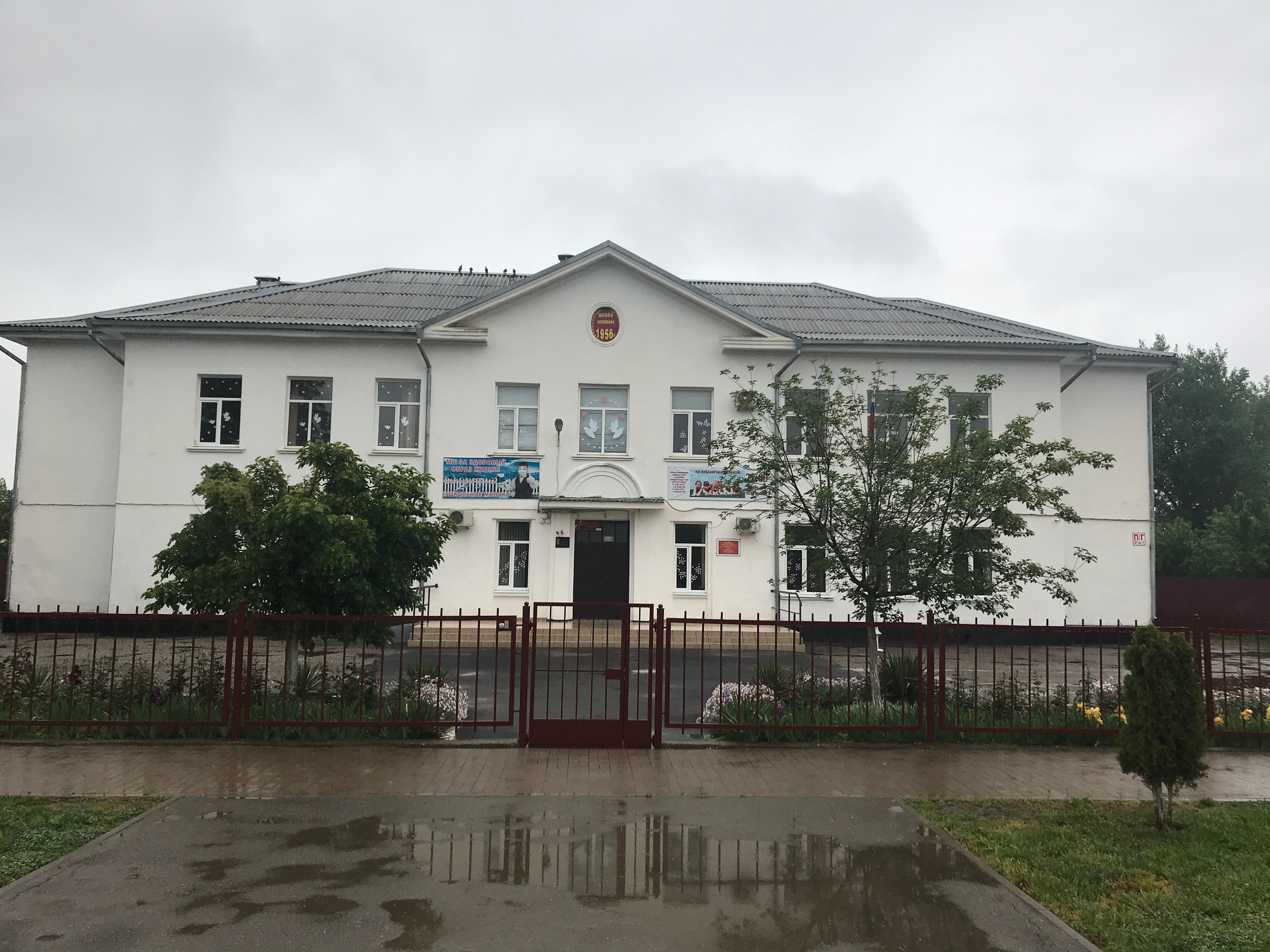
средняя школа № 6

- лицей пгт Афипского (бывшая средняя школа № 5) — одно из крупнейших образовательных учреждений Северского района, в нём учатся дети из других населенных пунктов района и республики Адыгеи.

## Религия
Первую церковь в Афипской построили в 1885 году у дороги, ведущей в Екатеринодар. Сейчас церковь находится возле Парка культуры и отдыха. Есть также церковь христиан веры евангельской «Вифания».
В 2014 году на въездах в посёлок Афипский со стороны Краснодара Новороссийска были установлены и освящены поклонные Кресты.

## Культура

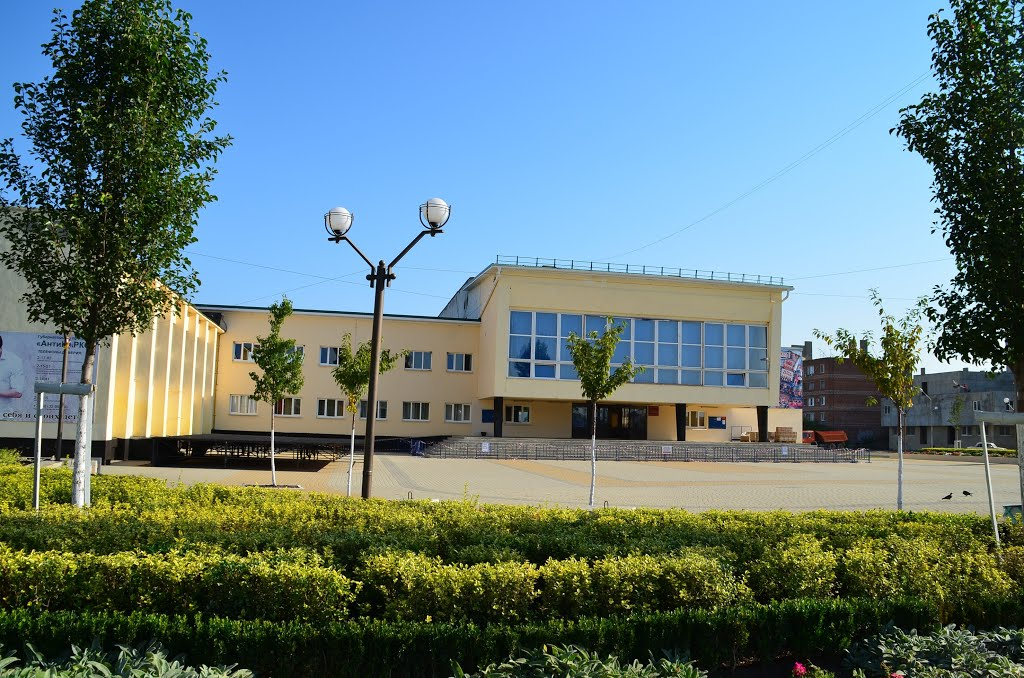
Афипский ДК

Афипский ДК, входящий в Афипскую центральную клубную систему.

### Библиотеки
В посёлке располагаются: Афипская городская библиотека (обслуживающая взрослое население) и Афипская детская библиотека.

### Достопримечательности

#### Памятники

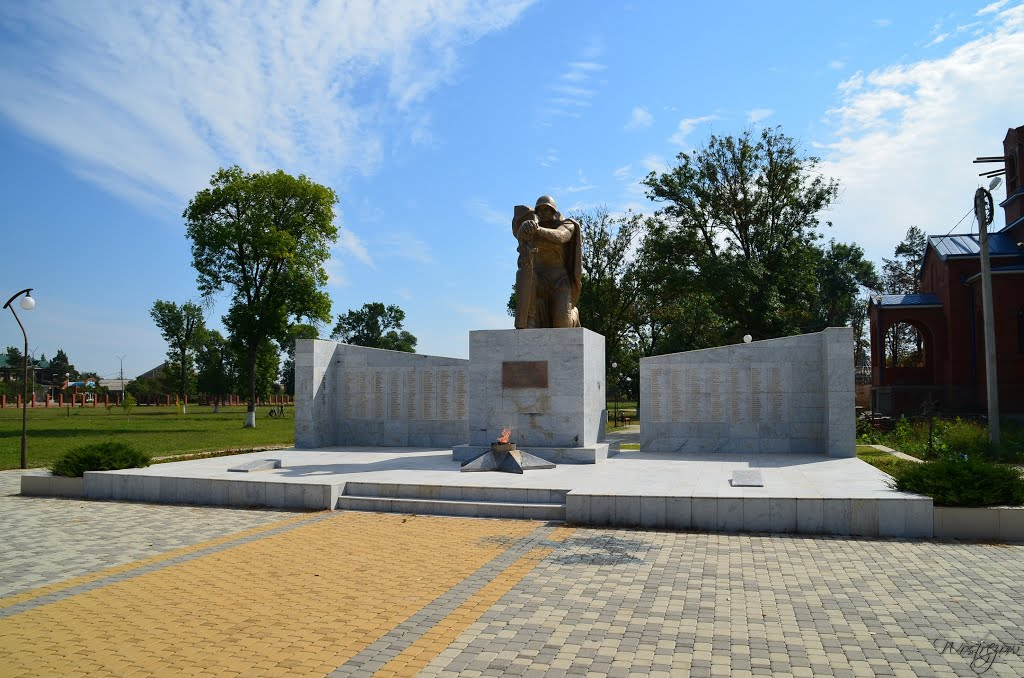
Памятник «Вечный огонь»

Имеется поселковый центральный парк, в котором находятся памятник Афипчанам, погибшим в годы ВОВ; памятник скульптура-мемориал «Вечный огонь». В 2009 году была проведена реставрация памятника скульптура-мемориал. При въезде в посёлок установлен обелиск 50 лет Советской власти, который был отреставрирован и обустроен цветочными клумбами в 2010 году. Есть также памятник на месте гибели Братьев Игнатовых Евгения и Геннадия, расположенный вдоль ФАД «Краснодар-Новороссийск», и стела расположенная по ул. Шоссейной возле поворота на станицу Смоленская.

### Кино
С 2005 по начало 2008 года прокрутка кинофильмов была в Доме Культуры в большом зале. До этого времени в советский период работал кинотеатр в районе Центра. 12 апреля 2017 года в Доме Культуры открылся кинотеатр «Олюр» 2D и 3D.

## СМИ
- Районная газета «Зори»
- «Зори Предгорья» (специальный выпуск «Афипский вестник»)
- «Северский Автопилот»
- телеканал первый афипский

## Галерея

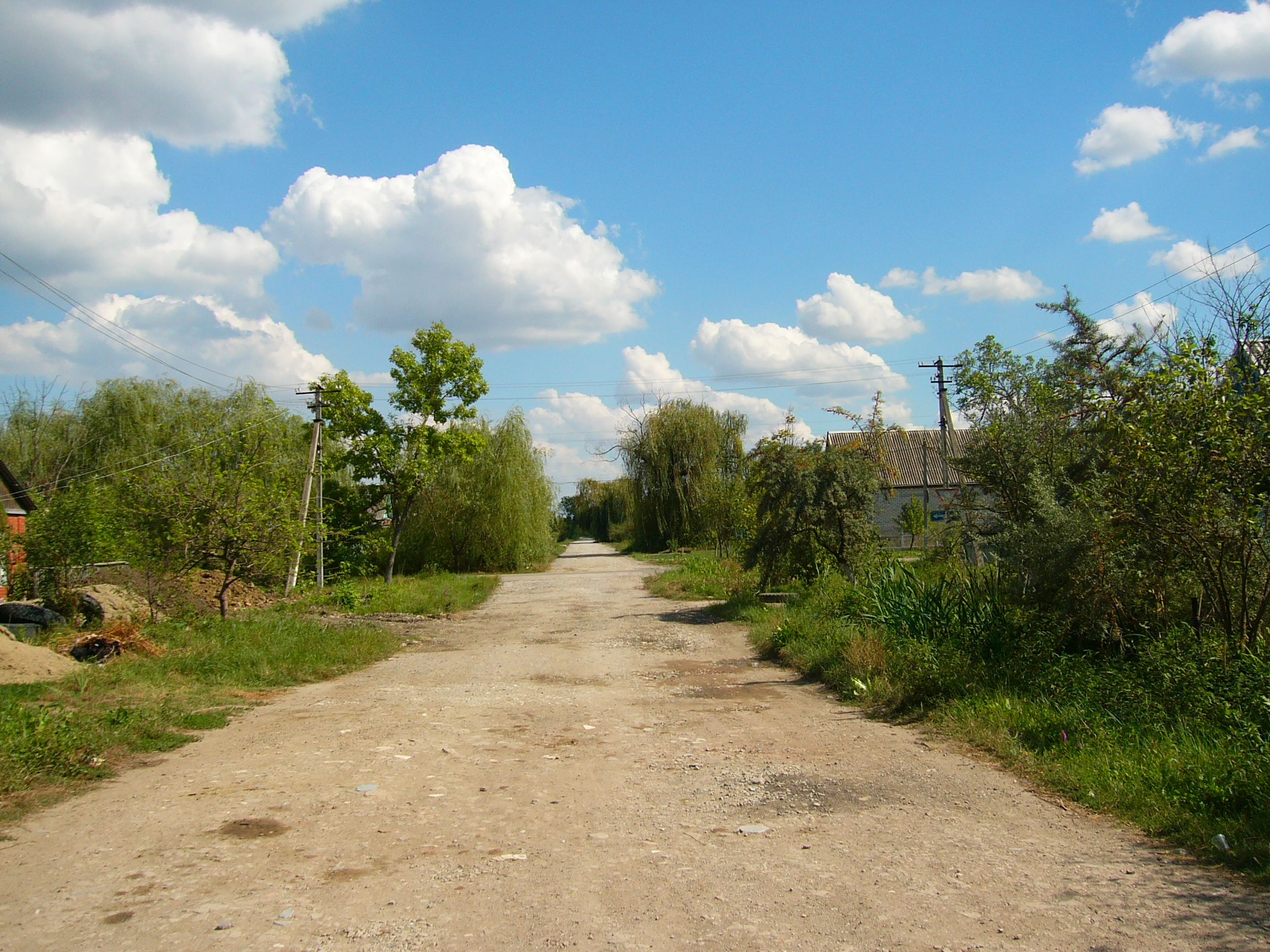
Многие улицы в посёлке Афипский не имеют твердого покрытия (ул. Лермонтова)
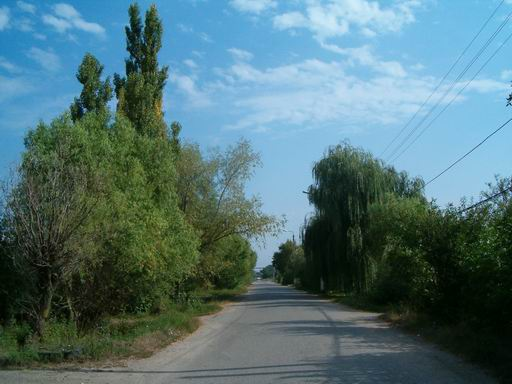
…но некоторым улицам всё же повезло больше чем остальным (ул. Первомайская)
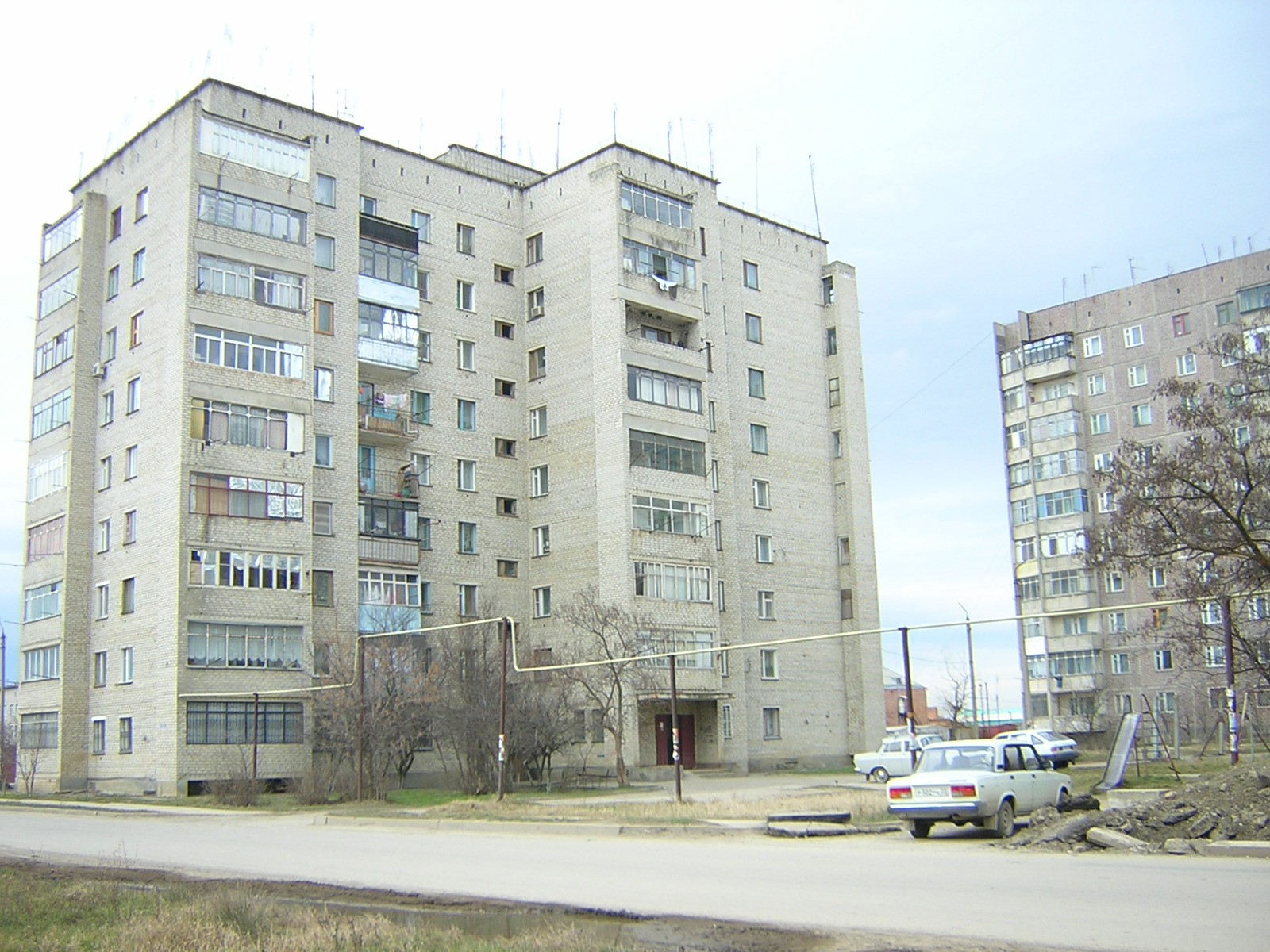
улица Победы, дом № 6. Справа — часть высотного здания посёлка, под № 4а
Рок-концерт 2004 года в Доме Культуры посёлка, на сцене группа «Аппарат Гольджи»